# 斯凱蘭 (內華達州)
斯凱蘭（英語：Skyland）是位於美國內華達州道格拉斯縣的普查規定居民點。

## 人口
根據2020年美國人口普查的數據，斯凱蘭的面積為11.54平方千米，當中陸地面積為11.28平方千米，而水域面積為0.26平方千米。當地共有人口328人，而人口密度為每平方千米28.42人。